# Constantia (Città del Capo)
Constantia è una ricco sobborgo di Città del Capo, in Sudafrica, situato a circa 15 chilometri a sud del centro cittadino, il City Bowl. La valle di Costantia si trova a est e ai piedi del monte Constantiaberg. Constantia Nek è un valico che la collega a Hout Bay a ovest.

## Storia
Constantia è uno dei più antichi sobborghi di Città del Capo ed è famosa per il suo vino. La tenuta di Groot Constantia (Grande Constantia) fu fondata nel 1685 da Simon van der Stel, governatore coloniale olandese di Città del Capo. Altre importanti aziende vinicole della zona includono Steenberg (Montagna di roccia), la tenuta più antica, fondata nel 1682, Buitenverwachting (Oltre le aspettative), Klein Constantia (Piccola Constantia) e Constantia Uitsig (Veduta di Constantia). Prima del XX secolo la regione era nota per le sue esportazioni di Vin de Costanza, un vino dolce da dessert. Molti anni fa il commercio fu paralizzato dall'arrivo nel Capo di un parassita che attaccò le viti.
Nel 1661, durante la conquista olandese di Sumatra, lo sceicco Abdurachman Matebe Shah e il suo compagno lo sceicco Mahmoud furono esiliati a Constantia dagli olandesi. Lo sceicco Abdurachman è considerato una delle tre persone che per prime portarono la religione musulmana in Sudafrica. Il kramat di Klein Constantia è costruito sul sito in cui si ritiene che lo sceicco Abdurachman sia morto nel 1681 o nel 1682.
Mark Thatcher, figlio di Margaret Thatcher, e Charles Spencer, IX conte Spencer, fratello della principessa Diana, vivevano entrambi a Costantia. La casa di Mark è ora di proprietà del gruppo Sahara. La storica Tarrystone House, un tempo di proprietà di Charles Spencer fu quotata in vendita a 80 milioni di Rand.